# はば雑煮
はば雑煮（はばぞうに）、はばのり雑煮（はばのりぞうに）は、千葉県の郷土料理。はばのりを乗せた雑煮である。
山武郡を中心とした上総地域で正月には欠かせないとされる雑煮である。九十九里浜の海岸地域だけでなく、内陸となる東金市でも食されているが、これは東金に海産物が集まる問屋があったり、九十九里からの行商の来訪があったためであろうと推測されている。はばのりを使用した雑煮は日本の他の地域には見られない独特のものである。
はばのりを干したものを「はば」と呼び、この「はば」を炙って用いる。焼いた角餅を使用し、カツオ節で出汁を取り醤油で味付けしたすまし汁に炙ったはば、青のり、カツオ節をかける。はばのり自体に塩気があるため、だし汁は薄めの味付けにすることが肝要である。
いつ頃から食されているのかは定かではなく、はばのりを雑煮に入れるようになった理由も定かではない。
「1年中幅（はば）を利かすことができる」といった縁起担ぎがある。
雑煮用に、はばのり、青のり、カツオ節を混ぜたものも市販されている。
千葉県では観光の振興策として県内の郷土料理を紹介するパンフレットを作成しているが、はば雑煮もこれに含まれている。
なお、成田市や佐倉市など北総台地の一部地域では、大根の葉を干して細かくした干葉（ひば）を雑煮に振りかけて食す。